# Ellen Dufour
Ellen Dufour (Zutendaal, 9 november 1980) is een Belgische zangeres en presentatrice. Haar artiestennaam is Ellen.

## Biografie
Ellen Dufour verwierf bekendheid met haar deelname aan het televisieprogramma Big Brother in 2001. Haar naamsbekendheid als eerste vrouwelijke winnaar van dit programma hielp haar om een carrière bij de televisie op te bouwen. Dufour presenteerde het televisieprogramma Kids Top 20 bij VTM en vtmKzoom sinds 2003. In april 2010 werd het programma van het scherm gehaald.
Naast presentatrice is Dufour ook zangeres. Ze bracht inmiddels acht singles uit, met wisselend succes. Het nummer "Gonna Getcha" werd een hit in Spanje, maar verder internationaal succes bleef uit.
Dufour poseerde voor het Belgische P-Magazine en de Showbizzkalender (2003). Ze is tevens ambassadrice van Mediclowns, een organisatie die zich inzet voor zieke kinderen.

## Discografie
| Jaar | Titel                      |
| ---- | -------------------------- |
| 2002 | I am free                  |
| 2002 | I could love you           |
| 2003 | Gonna Getcha               |
| 2003 | The goodtimes of your life |
| 2004 | Holiday from love          |
| 2004 | Helemaal voor you          |
| 2005 | Lucky Lucky                |
| 2006 | Bang Bang Bang             |